# Манингури
Манингури (фр. Maningory) — река в восточной части острова Мадагаскар.
Имеет длину 260 км, является одной из крупнейших рек острова. Площадь водосборного бассейна — 12 645 км².
Манингури берёт начало из озера Алаутра. Обладает бурным течением. Впадает в Индийский океан.

## География
От источника у озера Алаутра река течёт в восточном направлении, ужимаясь порогами Амбатумафана (Ambatomafana, коммуна Андрумба). От Амбатумафана река меняет направление и течёт к северо-востоку, затем встречает Андзахамбе, после которого течёт на юго-запад — северо-восток для слияния с Сандратсио (Sandratsio), его главным притоком на левом берегу. Затем река идёт на восток и впадает в Индийский океан недалеко от города Ампасина-Манингури.